# Ajman Ode
Ajman Ode (hebrejsky איימן עודה‎, arabsky أيمن عودة‎; * 1. ledna 1975 Haifa) je izraelský politik arabské národnosti; poslanec Knesetu za Sjednocenou kandidátku.

## Biografie
Vyrůstal v Haifě. Je ženatý, má tři děti. Profesí je právníkem. Od roku 2006 působil jako generální tajemník strany Chadaš. Od roku 2006 byl rovněž členem městské rady v Haifě. Podporuje vznik palestinského státu v hranicích z roku 1967. Uznává právo Židů na národní sebeurčení v rámci státu Izrael při zachování menšinových práv Arabů. V lednu 2015 se stal předsedou strany Chadaš.
Ve volbách v roce 2015 byl zvolen do Knesetu za Sjednocenou kandidátku (aliance čtyř politických stran arabské menšiny), přičemž byl jejím volebním lídrem.
V říjnu 2020 u něj byla potvrzena nákaza covidem-19. I přes zvýšenou teplotu z karantény pokračoval v práci. Vyzval spoluobčany ke zodpovědnému chování a varoval před nebezpečím covidu-19.